# Kotovka, Berezivka
Kotovka (în ucraineană Котовка) este un sat în comuna Berezivka din raionul Berezivka, regiunea Odesa, Ucraina.

## Demografie
Componența lingvistică a localității Kotovske
     Ucraineană (88,42%)
     Bulgară (7,37%)
     Română (2,11%)
Conform recensământului din 2001, majoritatea populației localității Kotovske era vorbitoare de ucraineană (88,42%), existând în minoritate și vorbitori de bulgară (7,37%), găgăuză (2,11%) și română (2,11%).